# イーゴリ・セヴェリャーニン
イーゴリ・セヴェリャーニン（ロシア語: И́горь Северя́нин, 英語: Igor Severyanin、〈本名はイーゴリ・ワシリエヴィチ・ロタリョフ、ロシア語: И́горь Васи́льевич Лотарёв, 英語: Igor Vasilyevich Lotaryov〉1897年グレゴリオ暦5月16日、ユリウス暦5月4日 - 1941年12月20日）は、20世紀初頭のロシア未来派（ロシア・アヴァンギャルド）を代表するロシアの詩人、文学評論家、翻訳者。理論家としてサンクト・ペテルブルクで自我未来派を結成した。1919年にエストニアに亡命。

## 生涯
セヴェリャーニンは、1887年にサンクトペテルブルクのゴロホヴァヤ通り66番で生まれた。父は、第一鉄道大隊（後の連隊）所属の軍事技師であったワシーリー・ペトロヴィチ・ロタリョフ（1860年 - 1904年6月10日、ヤルタ）。母は、ナタリア・ステパノフナ・ロタレバ（1850年代 - 1921年11月13日、トイラ、エストニア）、旧姓シェンシナ（クルスク州のシグロフスク地区の貴族の指導者ステパン・セルギエヴィッチ・シェンシンの娘、）、彼女の最初の結婚相手はG. I.ドモントヴィチ中尉であったが、未亡人となっていた。母方の遠い親戚には、詩人アファナシー・フェット（シェンシン）がいた。もっとも詩人自身が言及している歴史家N.M. カラムジンとの関係は確認されていない。幼少期はサンクト・ペテルブルクで過ごした。彼の両親は彼に文学、音楽、特にオペラへの愛情を吹き込んだ。彼はレオニード・ソビノフを少なくとも40回聴くために行ったと書いている。1896年両親が離婚した後、父親方に引き取られる。彼は叔父ミハイル・ペトロヴィチ・ロタリョフ（1854年 - 1925年）の「ウラジミロフカ」の邸宅、またはチェレポヴェツ近くのノヴゴロド州（現在はヴォログダ地域）のスーダ川沿いの叔母エリザヴェタ・ペトロフナ・ロタリョワ（1850年 - 1918年）の邸宅に住んでいた。
セヴェリャーニンは自叙伝に次のように書いている。「1900年から1904年までチェレポヴェツ高等専門学校で教育を受け、卒業した。最高の思い出は、司書であったB.A.テニシェフのこと。親切で、陽気で、機知に富む人物だった」。彼は学校で4つのクラスを卒業した。 1904年、彼は満州の大連にいる父親の許に行き、しばらくの間は旅順にも住んでいた。日露戦争の前夜、彼の父親は1904年6月に44歳で亡くなり、彼はサンクトペテルブルクに戻り、母親と古い乳母と一緒に異父姉であるゾヤ（旧姓ドモントヴィチ）のガッチナにあった家に住んだ。
セヴェリャーニンは初期の出版活動では、「Count Evgraf d'Aksangraf」（フランス語アクセントアクサン・グラーヴの墓）、「Igla」、「Mimosa」という仮名を用いた。彼は、1904年から定期的に自費出版を始めた。詩「ポートアーサー戦隊の次の出発に向けて」、詩「ルリックの死」、詩「『ノビック』の偉業」、詩「巡洋艦『エメラルド』へ」を発表した。しかし、彼は文学活動の開始の日を1905年2月にS. P.ジコフ中将によって編集され、年に1925年から始まる日付を記した、兵士と人々のための時間ベースのエディション「レジャーとビジネス」で公開することが検討された。つまり、1905年の段階での出版は不調に終わった。 1925年に、詩と2つの小説（「感覚の大聖堂の鐘」、「オレンジの時間の露」）がタルトゥ（エストニア）で出版された。文学活動の開始20周年と一致するように調整されており、最終的には、 1940年3月、このイベントはタリンで祝われた。
詩人は合計で35冊のパンフレットを自費で発行し、後に「詩人の完全なコレクション」にまとめることを計画していた。最初の8冊のパンフレット（9番目のパンフレット「対馬の戦い」は検閲の許可を得たが、出版されなかった）は、作者が『海戦』の題名の下に集約するつもりであった。最初の15版は詩人の本名で署名され、次の20版は「イーゴリ・セヴェリャーニン」という仮名で署名された。仮名の出現は、1907年11月、ガッチナで、旧世代詩人であったコンスタンチン・ミハイロヴィチ・フォファノフと邂逅したことと、その後の友情に関連している。姓と名とに分割されていない筆者の仮名のバージョン「イーゴリセヴェリャーニン」は、開始（「詩人」の誕生）、お守り、神話の行為を意味する。複雑な仮名は、20世紀初頭のロシアにおける文化的および文学的な常套手段の倣いでもある。若き日のイーゴリ・セヴェリャーニンは、詩人コンスタンチン・フォファノフと詩人ミラ・ロクヴィツカヤとを先達と見なした。
セヴェリャーニンのパンフレットの1つ『直感的な色』が、作家のイワン・ナジビンにより、レオ・トルストイの邸宅、ヤスナヤポリャーナに持ち込まれた。1909年作の詩「ハバネラII」を対象としたトルストイの反感のナジビンによる解説は、報道機関で公表された。1911年ナジビン作「レオ・トルストイの生涯から」には「彼らは何をするか、彼らは何をするか……そしてこれは文学であるか？　周囲―絞首台、失業者の大群、殺人、信じられないほどの酔っぱらい、そして彼らは持っている―コルクの弾力性... 」という確信のある現実主義者トルストイの怒りが表明されている。しかし、この事件により、セヴェリャーニンは世間の注目を集めた。ワレリー・ブリューソフは彼の詩を賞賛した。
1911年10月、セヴェリャーニンは、新聞『ペテルブルク通信』の発行者であるイワン・イグナチェフ（本名カザンスキー）、コンスタンチン・オリンポフ（本名コンスタンチン・フォファノフ）、グレイル・アレルスキー（本名ステファン・ステファノヴィチ・ペトロフ）とともに、自我未来派の文学の方向性を確立した。同年11月、セヴェリャーニンは『自我未来派のプロローグ』を制作。これは大作の詩の形式を取った全3巻の典型例の記録であり、32インチのパンフレットであった。 （サンクト・ペテルブルク、『自我』出版、1911年、100部印刷）。グレイル・アレルスキーは彼の記事「詩における自我詩」を書いた。「人生の糸を思いがけず壊してしまう死への恐怖、どういうわけか人間の短期的な存在を延長したいという願望は、人に宗教と芸術を創造することを強いた。死は詩を生み出した。 （…）自然が私たちを作った。私たちの行動と行為において、私たちは彼女のみによって導かれるべきだ。彼女は私たちに自我主義をもたらした。私たちはそれを発達させなければならない。誰もが自我的だから、自我主義は皆を結びつける。」 （フォファノフを記念した「オレンジの壷」年鑑）。1912年1月、「自我詩論のアカデミー」設立のプログラム『スクリジャーリ』（石板）が公表されて、自我未来派の活動は本格化したが、セヴェリャーニンは1912年11月には、1年もたたないうちに自我未来派を脱会し、「私は未来にいる」という任務を果たしたと説明した。自我未来派との別れはスキャンダルによって特徴付けられた。「コンスタンチン・オリンポフは報道機関で私を中傷した。私は彼を許す。私の仕事は証明である。さて、教義である「私は未来にいる」が不必要となったとき、自我未来主義の使命が既に果たされたことを見つけて、私は孤独になりたいと思い、自分は詩人だと考える。そしてそれについて痛快に思う。 （…）勇敢で強い、自我未来主義者になるかどうかはあなた次第だ！」 （1912年10月23日、「イーゴリ・セヴェリャーニンからの公開書簡」）。
洗練されたサロン詩人らによって最初に設定されたロシアの芸術家社会のための生命の新しい哲学-自我未来主義は、イタリアマリネッティらの欧州未来派から逸脱して、ロシア未来派としての多数の団体がさまざまな方向に発展する結果を招いた。一方で自我未来派は1912年10月の終わりからは創設者を失った状態で存続し続けることとなり、同時に「自我未来派協会」の名の下にイワン・イグナチェフに主導権が移り、1913年のイグナチェフの詩論『自我未来主義』を通じて、個人主義と直観主義を尊重する従来の理念の徹底が図られ、その表現となる詩的言語の方法論が新綱領として呈示された。
他方で、イーゴリ・セヴェリャーニンによる最初の大部の詩集『大声で沸騰する杯』（1913年）は、セルゲイ・ソコロフ（クレチェトフ）の出版社「グリフ」により出版された。この詩集の序文は、フョードル・ソログープによって書かれた。「人生の最も甘い慰めの1つは、自由な詩、天国からの簡単で楽しい贈り物である。詩人の登場は喜ばしいし、新しい詩人が登場すると、春の到来に興奮し魂が興奮する。」また、文学史家ドミトリー・ペトローヴィチ・スヴァトポルク＝ミルスキーの言葉によれば、1913年になって初めて、「卑俗の価値が詩の淵源の場たる資格を主張し、イーゴリ・セヴェリャーニンの詩がその権利宣言を発行する瞬間が来た」。ロタリョフは彼の最も有名な詩の1つで、次の言葉で読者に自己紹介した。「私は天才、イーゴリ・セヴェリャーニンだ。」彼はすぐに、特に帝国ロシアの地方でカルト的な支持者を獲得した。詩人は「人々の想像力を捕らえ、滑らかなポマードの髪を真ん中で分け、憂鬱でくまなく丸められた目、彼の非の打ちどころのない尾、そして彼の手に常に存在するユリで以て、人気者の地位を獲得した」。詩人による連続番号の付与で、初めて詩集としての体を成す量が確保された。
サンクト・ペテルブルクでのセヴェリャーニンのデビューは、1912年10月にラチェツザーヤ通りのソログープサロンで行われ、次いで12月20日、モスクワではワレリー・ブリューソフと自由美学協会で行われた。 1913年3月、セヴェリャーニンはロシアの西と南を巡るソログープのツアーに参加した。ミンスク、ヴィルノ、ハリコフ、エカテリノスラフ、オデッサ、シンフェロポリ、ロストフオンドン、エカテリノダール、バクー、ティフリス、クタイ。 1918年までに、詩人は48回のコンサートに参加し、87人を直接迎えた（合計135人）。
1913年3月、表現主義の詩人セルゲイ・スパスキーはF.ソログープのコンサートに出席した。トビリシでのセヴェリャーニンの演奏中に、聴衆は彼の詩の読み方を笑った。
「...彼は無塗装でまともなフロックコートに身を包み、きれいに滑らかになった。国際的なスノッブの細長い顔。彼の手には長い茎のユリがあった。彼は完全な沈黙で挨拶された。彼ははっきりとした曲に向かって率直に歌った。異常に面白いように見えた。おそらくそれは完全な驚きだった。 （…）詩人のふくらみ、ハウリングバリトン、鼻、フランス語の発音が面白かった。これはすべて、落ち着いた人物の軽快さと、聞き手に向けられた視線、言葉に遅れずにゆりを振る怠惰な振る舞いが組み合わさっていた。人々は頭を抱えていた。笑いに疲れきっていて、赤い顔が列から廊下に殺到した。詩の夕べでそんなに耳をつんざくような笑い声を聞いたことがない。奇妙なことに、1年半、2年で同じ聴衆が耳を傾けます詩も、静かに、警戒しながら歌われた。
小説家であり批評家でもあったコンスタンティン・パウストフスキーは、セヴェリャーニンによる後期のロシア語演説の一つを思い起こしている。
「……黒いフロックコートを着た私の乗客がステージに現れ、壁にもたれ、下を向いて、熱狂的な叫び声と拍手が止まるまで長い間待った。花は彼の足元に投げられた―暗いバラ。しかし、彼はまだ動かずに立っていて、その一輪の花を拾わなかった。それから彼は一歩前進し、聴衆は沈黙し、私は非常にサロンと音楽の詩のやや焦げた歌を聞いた。」「シャンパン―ユリの中、シャンパン―ユリの中！　彼女の貞操はそれを聖にする！　エスカミージョとミニオン、エスカミーロとミニオン！　ユリのシャンパン―聖なるワイン！」「この詩には、意味のない言葉からメロディーが抽出される魔法があった。言語は音楽としてのみ存在した。彼にはこれ以上何も要求されなかった。人間の思考は、ラッパのきらめき、香る絹のざわめき、ファンのダチョウの羽、シャンパンの泡に変わった。」
セヴェリャーニンの詩は、「ライラックのアイスクリーム」や「シャンパンのパイナップル」などの並外れたテーマを扱い、氾濫する色彩と魅力を上流社会に関連付けて、ブルジョアの聴衆を圧倒することを意図していた。彼の詩では、セヴェリャーニンは飛行船と自動車、彼の信者に現代の概念を伝えることができるすべてのものを賞賛した。また彼は、しばしばオスカー・ワイルドへの憧れを公言することで、大衆に衝撃を与えるか、皮肉な発言と誇大妄想とで彼の模倣表現に過剰に不穏な意味を持たせた。ある党の間では、セヴェリャーニンを「詩人の王」と宣言したが、尊敬すべき評論家の中には彼の仕事に対する嫌悪を公言する者もあった。
セヴェリャーニンをよく知っていたエストニアの詩人、文学評論家のヴァルマー・アダムスは、彼が優れた音楽的記憶を持っていることに気づいた。それにより、最も難しいオペラパートさえも耳で再現することができた。「彼の声はコンサートだった―壁は震えていた!」セヴェリャーニンは初演時に、アンブロワーズ・トマのオペラ「ミニョン」からポロネーズ「フクロウ」をモチーフに詩を歌った。
1913年11月、セヴェリャーニンとマヤコフスキーは2回一緒に演奏した。11月16日、ヴォログダコミュニティのパーティーで女性のための高等ペテルブルクコースのホールで、11月29日、ソルトタウンホールで夜に演奏した。 1914年1月のロシア南部の詩人の有名なツアーは、ヴァディムバヤン（ウラジーミル・イワノヴィチ・シドロフ）によって企画された。ポスターにはこう書かれた。「ロシアの未来の最初のオリンピアド。 \出場者を率いるウラジーミル・マヤコフスキー \ II。 対するに \ ヴァディム・バヤン（詩）、イーゴリ・セヴェリャーニン（詩）、ダヴィド・ブルリューク（詩）、ウラジーミル・マヤコフスキー（詩と悲劇の断片は、サンクト・ペテルブルク、コミサルジェフスカヤ劇場にあった） 」。
1917年のロシア革命後、セヴェリャーニンはロシアを去った最初の詩人の1人となった。 1918年1月、セヴェリャーニンはペトログラードをエストニアに向けて去り、同棲妻のマリア・ヴォルネアンスカ（ドンブロフスカヤ）と一緒にトイラの村に定住した。 2月に、起業家フョードル・ドリッツェへの義務を果たしたセヴェリャーニンはモスクワに行き、1918年2月27日にモスクワ工科博物館の大講堂で行われた「詩人の王の選挙」に参加した。将来のソビエト文学評論家のヤコフ・チェルナヤクは回想する。
「モスクワでは、1918年2月の終わりに、詩人の王の選挙が予定されていた。選挙は大講堂の工芸博物館で行われる予定だった。チラシで発表された多くの詩人、たとえばK.バルモントは来なかった。
ペテルスブルクの詩人の詩は芸術家によって読まれた。この種の夜の多くの講演者の中には、マヤコフスキーとセヴェリャーニンがいた。熱狂的な議論、叫び声、そして口笛が時々聴衆に起こり、休憩時間にはセヴェリャーニンとマヤコフスキーの支持者の間でほとんど争いが起こった。マヤコフスキーは素晴らしい朗読をした。彼は「クラウド」の始まりとちょうど完成した「私たちの行進」を読んだ...セヴェリャーニンが王に選出された―マヤコフスキーがそれに続く得票数だった。 30票か40票がこの公の誤りを解決したようだった。事前に貸し出された巨大な銀梅花の花輪が、近くの葬儀場から届けられていた。それは、花輪で詩を読むことになっていた、セヴェリャーニンのつばが長い黒いコートの細くて長い首に付けられた。そのリースはひざまで垂れ下がっていた。彼は手を背中の後ろに置き、手を伸ばして、セヴェリャーニンの「古典派」から何かを歌った。同じ手続きは、総督に選出されたマヤコフスキーでも行われなければならなかった。しかし、マヤコフスキーは鋭いジェスチャーで、花輪とその上に花輪を置こうとした人々の両方を脇に押し出し、「私はそれを許可しない！」と感嘆符を付けて説教壇に飛び込み、テーブルの上に立って「クラウド」の3番目の部分を読んだ。想像を絶する何かが聴衆で起こっていた。叫び声、口笛、拍手が絶え間ない轟音に混じり... 」
選挙後、特別年鑑「詩のコンサート。公開朗読のために選択された詩」 （「人々の啓発」、1918年、80ページ、8000部、表紙はセヴェリャーニンの肖像）が発行された。セヴェリャーニン、マリア・クラルケ、ピョートル・ラリオノフ、レフ・ニキューリン、エリーザベタ・パナヨッティ、キリル・カラフォフが参加した。
1918年3月の初めに、セヴェリャーニンはエストニアに戻った。同月のブレスト＝リトフスク条約の終結後、エストニアはドイツが占領した。トイラでは、彼はナルヴァの検疫とタリンのろ過キャンプを通過する。彼は二度とロシアに行くことはないだろう。彼にとっての強制移住が始まった。
移民は詩人にとって衝撃であった。彼はジプシーロマンスのパフォーマーである妻のマリア・ワシーリエフナ・ヴォルネアンスカ、母親のナタリア・ステパノフナ・ロタレバ、乳母のマリア・ネウポコエワ、元妻のエレナ・セミョーノワと娘のバレリアと一緒にトイラに来た。詩人が革命の前にトイラでダーチャを購入したという広く知られている話があるが、これは事実ではない。1918年に彼は地元の大工ミヒケル・クルートに属する家の半分を借りた。
しばらくの間、大家族は「詩人の王の選挙」への参加費とM.ヴォルネアンスカの収入を犠牲にして暮らした。詩人は1919年3月22日にエストニアで彼のコンサート活動を開始した。ロシア劇場のレベルでのコンサートであった。ステラ・アルベニーナ、G.ラフマトフ、V.ウラジミーロフが前編、セヴェリャーニンが後編に出演した。合計すると、エストニアでの彼の人生において長きにわたり、彼は40以上のコンサートを行った。
1921年、詩人の婚姻状況が変わった。彼はM.ヴォルネアンスカと別れ、ユリエフの聖母被昇天大聖堂で、住宅所有者であるフェリッサ・クルートの娘ロタレバと結婚した。ロタレバはすぐにバッカスによって洗礼を受けた息子を出産し、バプテスマによって洗礼を受けた。結婚のために、フェリッサはルーテル派から正教に改宗した。これは詩人の唯一の公式の結婚だった。
同年、セヴェリャーニンはエストニアに忠誠の誓いを立て、9月5日にエストニアの市民となった。
「文体的なトリックとトリッキーではない詩」のどちらかを選択するセヴェリャーニンは、「簡素さは宴会に行く」（詩「大聖堂の鐘」の自伝的小説）、「ロイヤル・リアンドル」（小説をスタンザで予想すること）を呈示。詩人はこう宣言する。
楽しみではなく、名声でもない
私はオネーギンのスタンザで書いてる
控えめな章
詩の精神が生きているところ。
移民の年の間に、詩人は詩の新しいコレクションを発表した。「ヴァービン」（ユリエフ、1920）、「吟遊詩人」（1921）、「ミラリア」（ベルリン、1922）、「ナイチンゲール」（ベルリン、1923）、「古典的なバラ」（ベオグラード、 1931）、その他。彼は詩の4つの自伝小説を作成した。「オレンジの時間の露」（子ども時代）、「フォーリングラピッズ」（青年）、「感覚の大聖堂の鐘」（マヤコフスキーとバヤンとの1914年のツアーについての物語）、「ロイヤル・リアンドル」（サンクトペテルブルクの芸術的生活のパノラマ）。ユートピア「サンシャイン・サベージ」（1924）が特別な場所を占めている。
セヴェリャーニンは、エストニアの詩をロシア語に翻訳した最初の主要な翻訳者となった。彼は、ロシア語『エストニアの詩人』（ユリエフ、1928）でエストニアの詩の最初のアンソロジー、ヘンリク・ヴィスナプによる詩の2つのコレクションである「アモーレス」（モスクワ、1922年）と「フィールドバイオレット」（ナルヴァ、1939年）、詩人アレクセス・ラニット（本名アレクセイ・ドルゴシェフ）による「窓のカバー内」（タリン、1938）と「ヴィアドロローザ」（ストックホルム、ノーザンライツ、1940）、および詩人マリーの「開花前」（タリン、1937）による詩集を翻訳した。
100のソネットで構成される詩集『メダリオン』（ベオグラード、1934年）では、個々の詩人、作家、作曲家それぞれに特化してあてこまれた特徴には、疑いの余地がない。各ソネットには、各創作者による作品名が詠み込まれている。
彼の移住の初期の数年間、詩人はヨーロッパで広くツアーを行った。ラトビア、リトアニア、ポーランド、ドイツ、ダンツィヒ、チェコスロバキア、フィンランド。 1930年12月、詩人とその妻はリガを経由してユーゴスラビアに行き、そこでロシア難民のための主権委員会はロシアの士官候補生軍団と女性研究所を通して彼のためにツアーを企画した。
1931年2月、詩人はパリに到着し、フェリックス・ユスポフ王子の努力により、ドビュッシー（2月12日）とショパン（2月27日）の2つの公演が開催された。どちらのホールもルーダル8にある。2番目の公演にはマリーナ・ツヴェターエワが出席した。
「唯一の喜び（ムーアのロシア語の朗読、アリーナの絵の成功と私の詩を数えないで、何ヶ月もの間―イーゴリ・セヴェリャーニンの夜。彼はそれ以上だ。彼は詩人であり続けた。彼は1歳になった。20年が舞台に立った。心が沈む前に古い。300年前のしわのようなしわ―しかし、それは頭を上げる―すべてが消えた―ナイチンゲール！　歌わない） "。
その後、1931年11月から12月にかけてブルガリアのツアーがあり、最後の外国旅行は1年以上続いた。1933年3月にルーマニアで始まり、ブルガリアとユーゴスラビアで続き、このバルカンツアーは1934年4月にキシナウで終わった。詩人の最後の慣習法の妻ヴェラコレンディは、1935年以降、彼女は詩人とリガに何度か一緒にいたと主張したが、これらの旅行の確認は他にはない。
1935年の夏に、V.コレンディは彼女の娘、ニーヴァレリア・ポルフィリエヴナ・コレネバ（1932年2月6日-1982年6月3日）がセヴェリャーニンの娘であることを発表した。 1951年に、ソ連の作家連合の書記の助けを借りて、フセボロ・ドロジデ・スヴェンスキーのもと、コレンディは娘のヴァレリ・アイゴレヴナ・セヴェリヤニナという名のソビエトパスポートを確保した。彼女の墓の墓石には生年月日が含まれていない。コレンディは、詩人が生年月日を隠すことを要求したと主張した。「詩人の娘は永遠のものだ!」
セヴェリャーニンは、生涯の最後の数年間を、ロッソン川の河口とフィンランド湾の海岸の間の村、サルクルで過ごした。現在、サルクルはロシアにあり、2つの通りのうちの1つがセヴェリャーニンにちなんで名付けられていることは注目に値する。最も印象的なイベントは、サーヴァンからタリンまでのイヴァン・ブーニンのノーベル賞受賞記念講演の旅だった。詩人たちはタパ駅のホームで会った。
1940年にソビエト軍がバルト海に入った後、セヴェリャーニンはソ連の市民となり、「16の公共組合」を歓迎するいくつかの詩を書いた。
詩人は1940年から1941年の冬をパイデで過ごし、そこでコレンディは学校に就職した。彼は常に病気だった。 5月のUst-Narvaで彼の状態は急激に悪化した。戦争の始まりとともに、セヴェリャーニンは後方への避難を望んでいたが、健康上の理由からこれを行うことはできなかった。 1941年10月、コレンディは詩人をタリンに移送した。タリンは12月20日に心臓発作で死去した。
エストニアに定住した彼はその後ロシアに戻ろうとしたが、内戦、地元の女性（フェリッサ・クルート）との結婚、ソビエトロシアの受容し難い文学的な風土などの様々な理由のために結局果たせなかった。エストニアのソビエト占領後、1940年までセヴェリャーニンは文学活動を続け、1941年にドイツ占領下のタリンで死去することになったのである。
V.コレンディの親類は、詩人がタリンのアレクサンドルネフスキー墓地の家族のフェンスに埋葬されることを許可しなかった。墓地の場所は、偶然にも中央路地の右20メートル先の、親戚でも知人でもないマリア・ステルク（1903年没）とマリア・プネフスカヤ（1910年没）の墓があるフェンスの中にあった。当初、墓にはシンプルな木製の十字架が設置されていたが、1940年代の終わりに、作家のワレンティン・ルスキスが十字架を石のタブレットに置き換え、詩「古典的なバラ」からの引用を採用した。1992年、彫刻家イヴァン・ズバキによる花崗岩の墓石が墓に設置された。新しい記念碑は墓を部分的にのみ覆い、その後ブロンズの要素を盗んだ破壊者によって冒涜され、2004年に40代後半に設置された墓石が墓に戻された。

## 詩作者としての特徴
セヴェリャーニンは、自我の創造性を外部世界に投影させた。そして、前述のヴァルマー・アダムス教授によると、すでに1930年代には、イーゴリ・セヴェリャーニンの作品に対する世界的な評価について話すことができた。例えば、以下はドイツのスラヴ主義者で文学評論家のヴォルフガング・カザックがセヴェリャーニンの作品を評価する方法である。
「彼の詩の理解しやすい音楽性は、しばしばかなり珍しい測定基準で、セヴェリャーニンの新造語への愛情と共存している。彼の大胆な言葉の作成は彼のスタイルを作り出す。その造語精神には彼自身の皮肉な疎外感の多くがあり、誇張された単語ゲームの背後に著者の真の感情を隠している。」
セヴェリャーニンは、詩的な語彙に革命を起こすという基本的な考えに忠実であり続けた。新造語の作成、詩の構造と視覚的な資料（実現された隠喩）に関連して実験する意欲。 2500の新しい語彙素が見つかり、これらをロシアの詩の言語に持ち込んだ。彼の作品はまた、驚きと挑発、誇張された感情と幻想的な幻想に基づいていた。もう1つの特徴は、フランス語の表現、専門的でファッショナブルな料理の外国語や国際主義が頻繁に使用されていることである。彼はしばしば彼の詩を型破りな方法で創作した（例えば、「ノベラ」、「旅行者の物語」、または「ポエザ」として）。
また、「グレゾファルス」はセヴェリャーニンが開発した言葉の一つであり、想像力とそれに基づく言葉の価値を結び付けるものであったが、彼の使用方法を超えて、一般に様々な夢想を結び付けた価値、時には否定的な意味としての「意味のない、夢でしかない想念」を指し示す用語として流通した。
セヴェリャーニンは演奏とともにロシアを旅しただけでなく、ベラルーシ、ウクライナ、アゼルバイジャン、ポーランド、フィンランド、フランス、ルーマニアのファッショナブルなサークルや文学サロンで演奏した。1910年から1918年の間に135の印象的なステージの朗読会があり、いわゆる「詩のコンサート」として有名になった。 1918年2月27日、セヴェリャーニンはモスクワで行われた詩人集会で詩人の王に選出された。
1918年以降、政治的出来事は彼の成功をもはや許さなかった。セヴェリャーニンは撤退し、当初はボルシェビキの乗っ取りを歓迎したが、後に革命による変化は彼の生活の中で重要な地位を占め始め、最終的にエストニアに移住した。 1921年に彼はフェリッサ・クルート（1901-1957）と結婚した。当時の彼の詩も懐かしい印象を与えている。彼はエストニアのトイラの漁村に住んでおり、著作はベルリンで出版されていた。彼の移住中に、彼の作品がロシアで出版されたわけではない。
セヴェリャーニン賞が、1995年から毎年ロシアで授与されている。

## 私生活
セヴェリャーニンの生活と仕事の女性は特別な場所を占めていた。いわゆる「詩人のドン・ファンリスト」は比較的小さいが、エフゲニア・グッサン（ズラタ）とエリザヴェタ・グッサン（ミスリル）、エレナ・ノビコバ（マドレーナ）、いとこティアナ（タティアナ・シェンフェルト）、ディナG.、ジナイダジーナとの姉妹との連続したロマンスで注目に値する（ライザ）、アンナ・フォロビョーワ（クイーン）およびワレリア・フォロビョーワ（ヴィオレット）、イリーナ・ボルマンおよびアントナ・ボルマン、ヴェラ・コレンディ（ザポルスカヤ）およびワレリア・ザポルスカヤ。
詩集『沸き立つ酒杯』、『ズラトリラ』、『シャンパンの中のパイナップル』、『詩の間奏曲』には、エフゲニア・グッサン（「ズラタ」）に捧げられた詩が満載である。アンナ・ボロビオワは、彼の最も有名な詩の1つである「海沿い」の叙情的なヒロインになった。ノーザンナー（北方）の他の多くの恋人の詩的な仮名も、彼の初期の歌詞全体に散在している。
詩人の妻フェリッサは、ユーゴスラビアのヴァレンティーナ・ベルニコワ、キシナウのビクトリア・シアドヴァントとともに、詩人のツアー小説に共感した。彼女はイリーナ・ボルマンとエヴドキア・シュトランデルとの長期にわたる恋愛に耐えた。後者はトイラの食料品店の所有者の妻であり、店でのつけは彼女に依存していたためである。
詩人は学校教師のヴェラ・ボリソヴナ・コレンディ（旧ザポルスカヤ、コレネフと結婚した）を「良心の妻」と呼んだ。フェリッサの物語によると、詩人がキシナウから戻った後、V.コレンディは暴力的な活動を展開した。彼女は詩人を手紙で攻撃し、集会を要求し、自殺を脅かした。 1935年3月7日、騒動が起こった。その後、フェリッサが詩人を家から追い出した。コレンディと一緒に暮らしていた詩人は、定期的に妻に悔い改めの手紙を書き、妻に戻るように頼んだ。 V.コレンディがこれらの手紙の存在を知ったとき、彼女はエストニア文学博物館に「偽の手紙」を削除して破壊するために彼女に引き渡すように断定的に要求する手紙を書いた。

## 子孫
詩人の長女ワレリア・イゴレヴナ・セミオノヴァ（1913年6月21日-1976年12月6日）は、ワレリー・ブリューソフにちなんで名付けられ、サンクト・ペテルブルクで生まれた。 1918年にエストニアに引っ越した後、彼らのほとんどはウストナルバに住んでおり、オクトーバー漁業集団農場のトイラで働いていた。彼女はトイラの墓地に埋葬され、おそらく彼女の母エレナ・ヤコブレヴナ・セミョノワの失われた墓からそれほど遠くない。
ソンバッカス・イゴレビッチ・ロタレフ（1922年8月1日 - 1991年5月22日）は1944年以来スウェーデンに住んでおり、彼の子供たちが現在住んでいる―詩人の孫である。

## 主な著作
- I.セヴェリャーニン、1915年の詩集
- 沸き立つ酒杯、1913年（合計9エディション）
- ズラトリラ、1914年（合計6エディション）
- シャンパンの中のパイナップル、1915年（4版）
- ヴィクトリア王子、1915年（3エディションのみ）
- 詩の間奏曲、1915年（地域 1916年）、1918年（第三版）
- 詩人、巻のコレクション。 1-4、6、1915-1918年、1918年（第二版）
- 竪琴の弦の生垣の後ろ 選詩、1918年
- 詩のコンサート、1918年
- クレームドヴィオレット、1919年
- プハジョギ、1919年
- ヴァービン、1920年
- 吟遊詩人 最新の詩、1921年
- ミラリア、1922年
- 急流の落下、1922年（2部構成の小説）
- フェアリーエイオール、1922年
- 古典的なバラ 詩、1922-1930年、1931年
- 落ち葉が感じられる D.ポクラスの音楽 ノート、1923年（4ページ）
- ナイチンゲール、1923年
- タイタンの悲劇 スペース 最初のコレクション、1923年
- 感覚の大聖堂の鐘、1925年（自伝小説）
- オレンジ時間の露、1925年（子ども時代についての詩）
- アドリア海 歌詞、1932年
- メダリオン、1934年
- グランドピアノ、1935年（スタンザの小説）

ほかに、小規模な選集が、1975年まで発行された。